# مصر.
مصر. (произносится «маср», Punycode: .xn--wgbh1c) — арабоязычный национальный домен верхнего уровня для Египта. Начал работать 5 мая 2010 года. В доменных именах в مصر. допускаются символы арабского письма, цифры (как арабские, так и индо-арабские) и дефис.